# Храми Кривого Рогу
Храми Кривого Рогу — перелік храмів та релігійних установ міста Кривий Ріг. Найбільшою групою з них є православні конфесії: Українська православна церква Московського патріархату, Православна церква України. Другою за обсягом організацій релігійною течією в місті є католики грецького та римського обрядів (Українська греко-католицька церква та Римсько-католицька церква).

## Християнство

### Протестантизм
| Назва                                                                                               | Адреса                           |
| --------------------------------------------------------------------------------------------------- | -------------------------------- |
| Духовний центр Церкви Адвентистів Сьомого Дня                                                       | вул. Ярослава Мудрого, 44-А      |
| Церква Адвентистів Сьомого Дня                                                                      | вул. Володимира Полубоярцева, 12 |
| Церква Адвентистів Сьомого Дня                                                                      | вул. Квартальна, 2               |
| Церква Адвентистів Сьомого Дня                                                                      | вул. Садівнича, 7                |
| Молитовний дім «Міжнародного місіонерського товариства адвентистів сьомого дня реформаційного руху» | вул. Гетьмана Івана Мазепи, 56   |
| Християнська церква "Дім Хліба" (харизмати)                                                         | вул. Володимира Великого, 69     |
| Церква Євангельських Християн-баптистів                                                             | вул. Ковельська, 3               |
| Молитовний Дім Євангельських Християн-баптистів                                                     | вул. Виноградна, 27              |
| Молитовний Дім Євангельських Християн-баптистів                                                     | вул. Ковельська, 3               |
| Молитовний дім Євангельських християн-баптистів                                                     | вул. Івана Сірка, 91             |
| Молитовний дім релігійної громади «Благодать» (п'ятидесятники)                                      | вул. Паризька, 76                |
| Церква Християн Віри Євангельської "Ковчег Спасіння" (п'ятидесятники)                               | вул. Чорнобривців, 58            |
| Церква Християн Віри Євангельської "Салим" (п'ятидесятники)                                         | вул. Сланцева, 5                 |

### Свідки Єгови
| Назва                     | Адреса                     |
| ------------------------- | -------------------------- |
| Зал Царства Свідків Єгови | вул. Андрія Дробіленка, 64 |
| Зал Царства Свідків Єгови | вул. Батуринська, 90       |
| Зал Царства Свідків Єгови | вул. Виноградна, 7         |

## Іслам
| Назва                                   | Адреса                |
| --------------------------------------- | --------------------- |
| Криворізька міська мечеть (будівництво) | вул. Господарська, 67 |

## Галерея

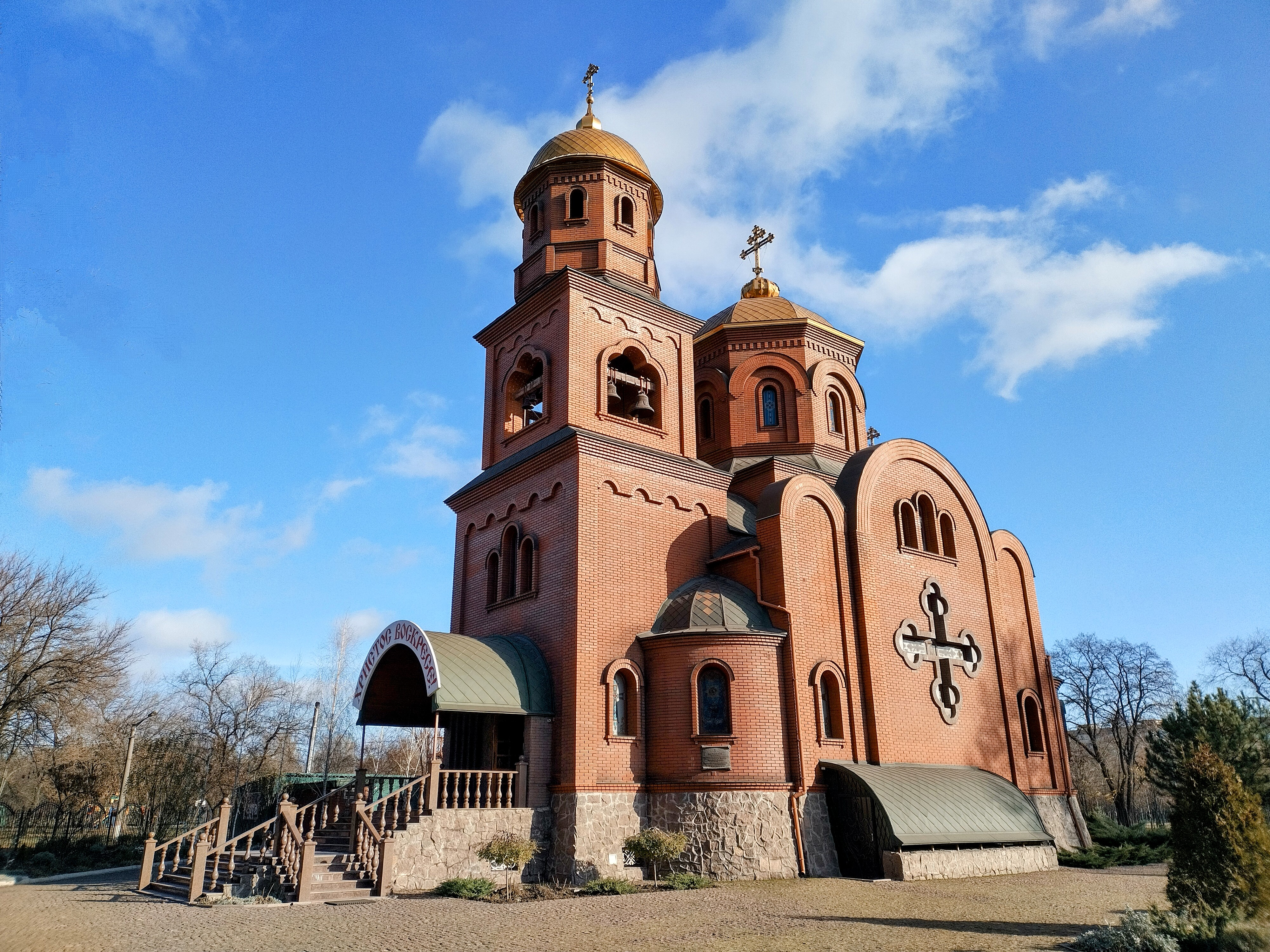
Храм ікони Божої Матері "Стягнення загиблих"
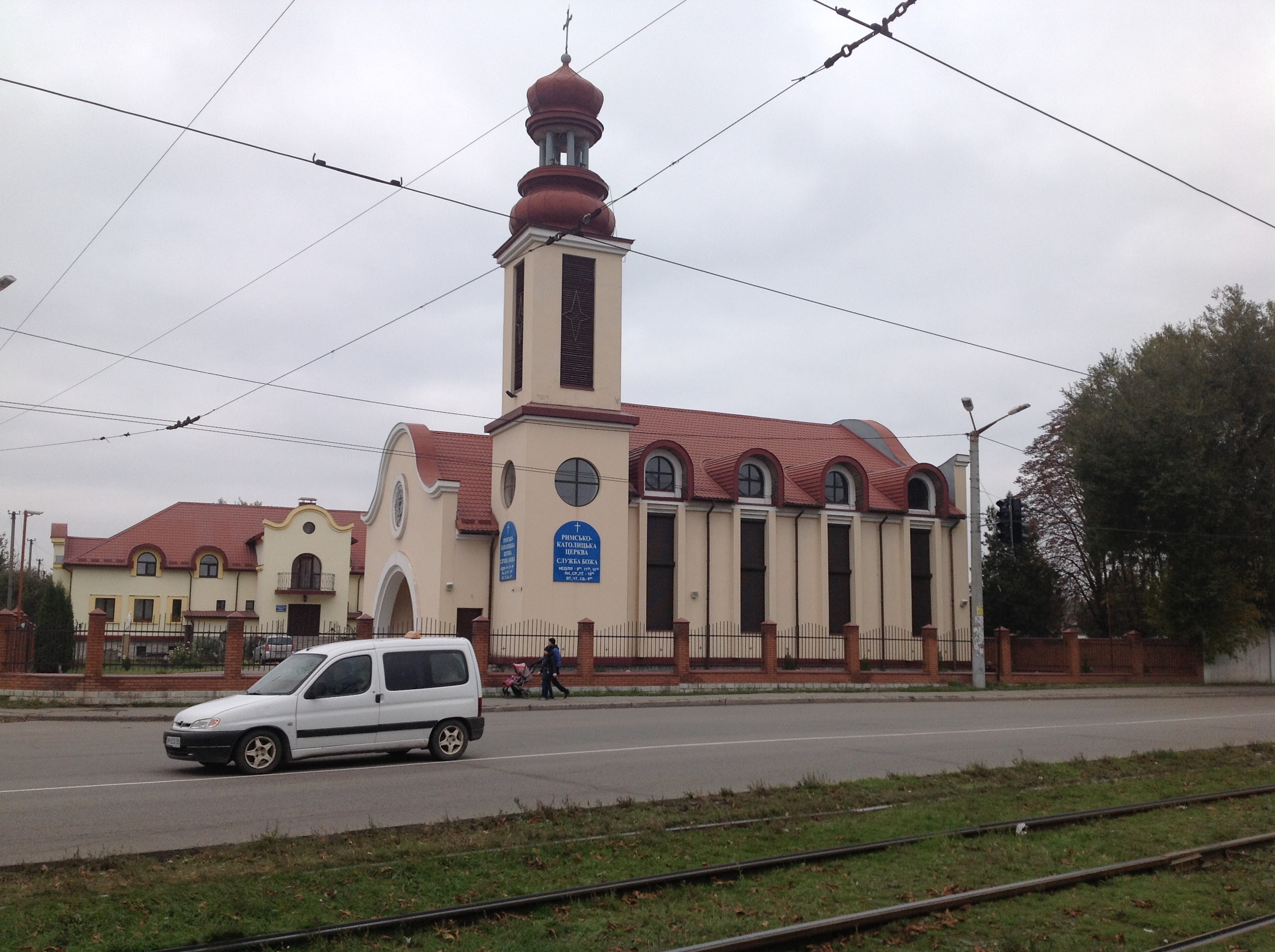
Костел Успіння Пресвятої Діви Марії
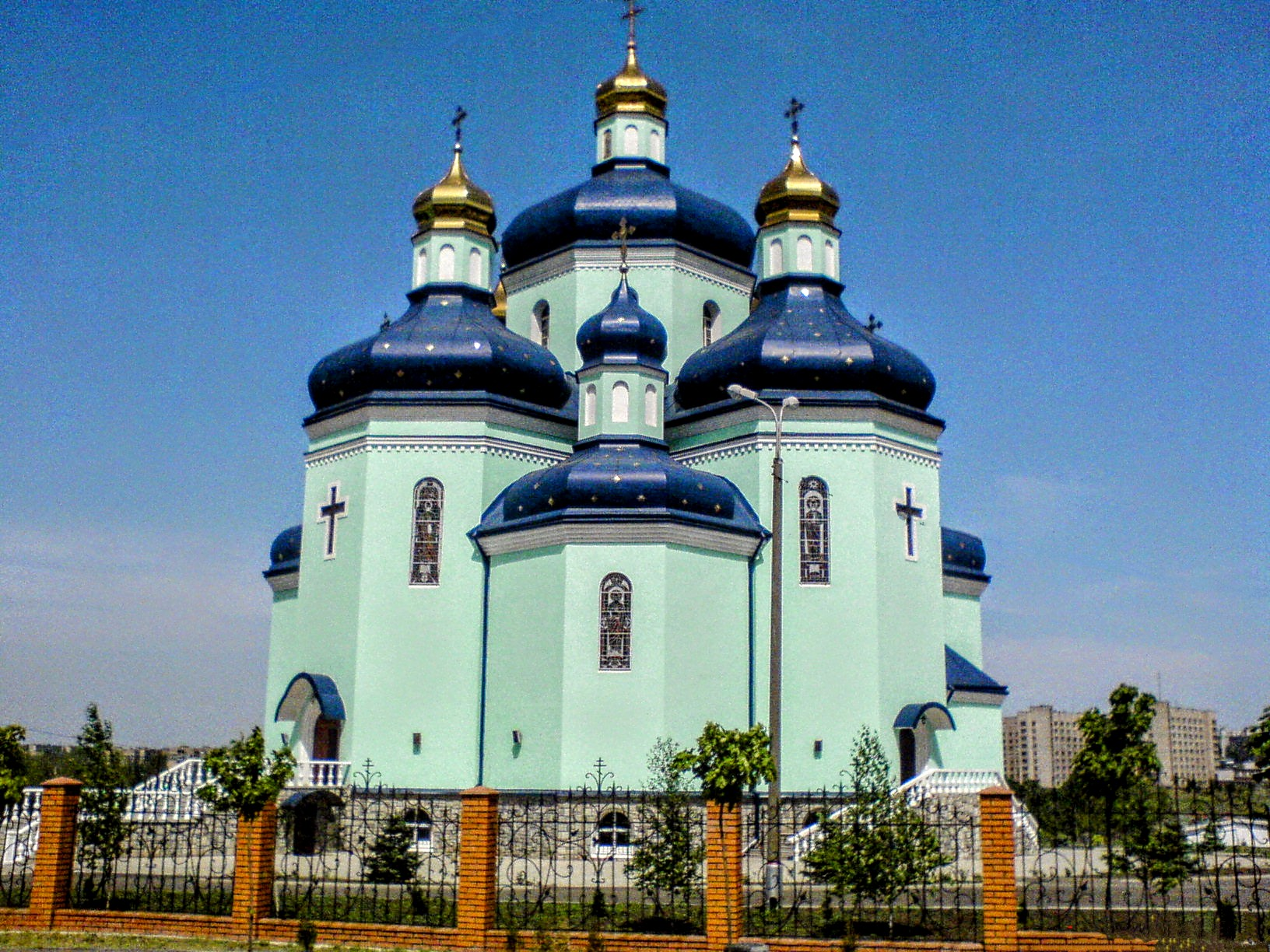
Спасо-Преображенський кафедральний собор
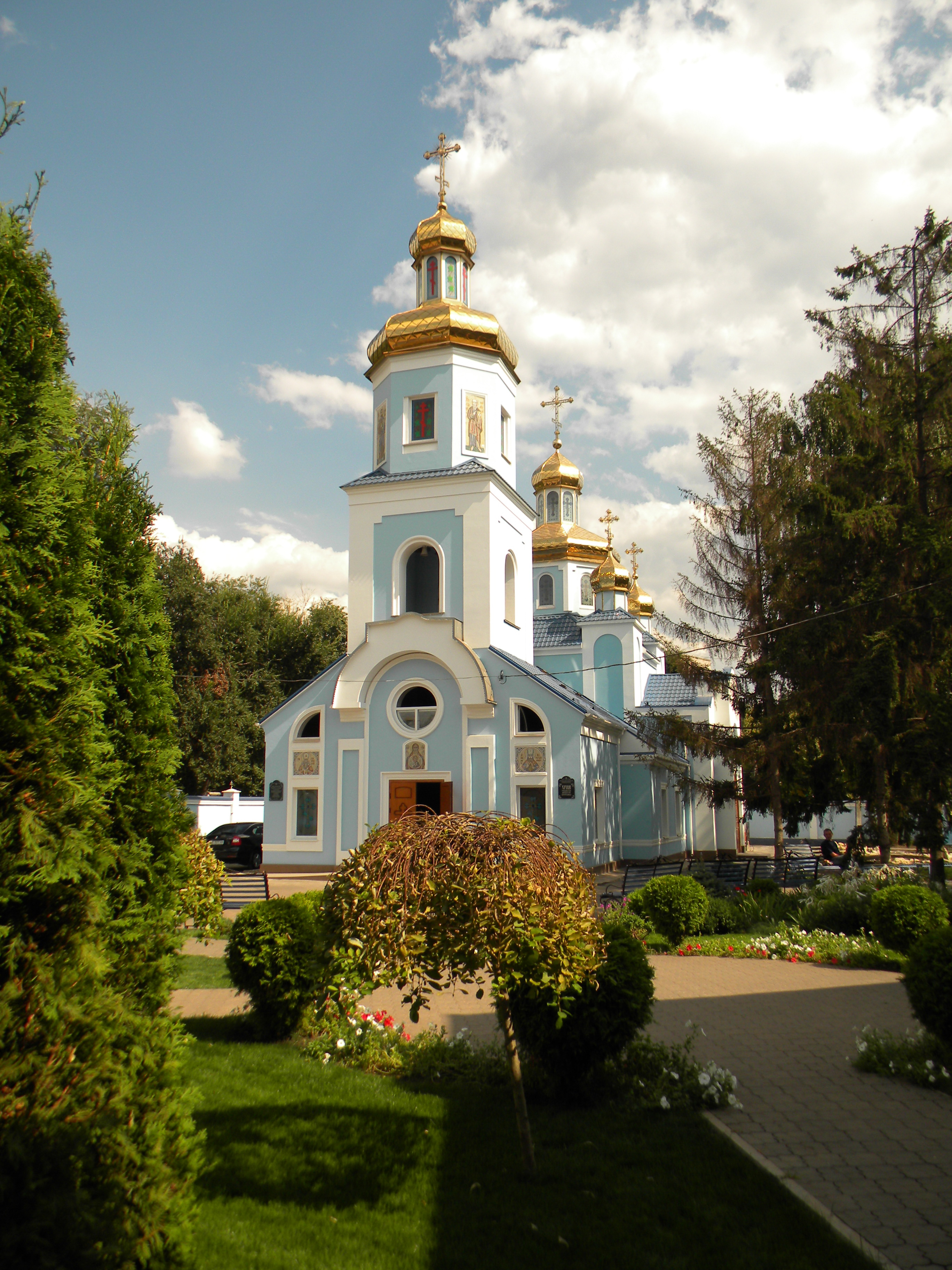
Церква Різдва Пресвятої Богородиці
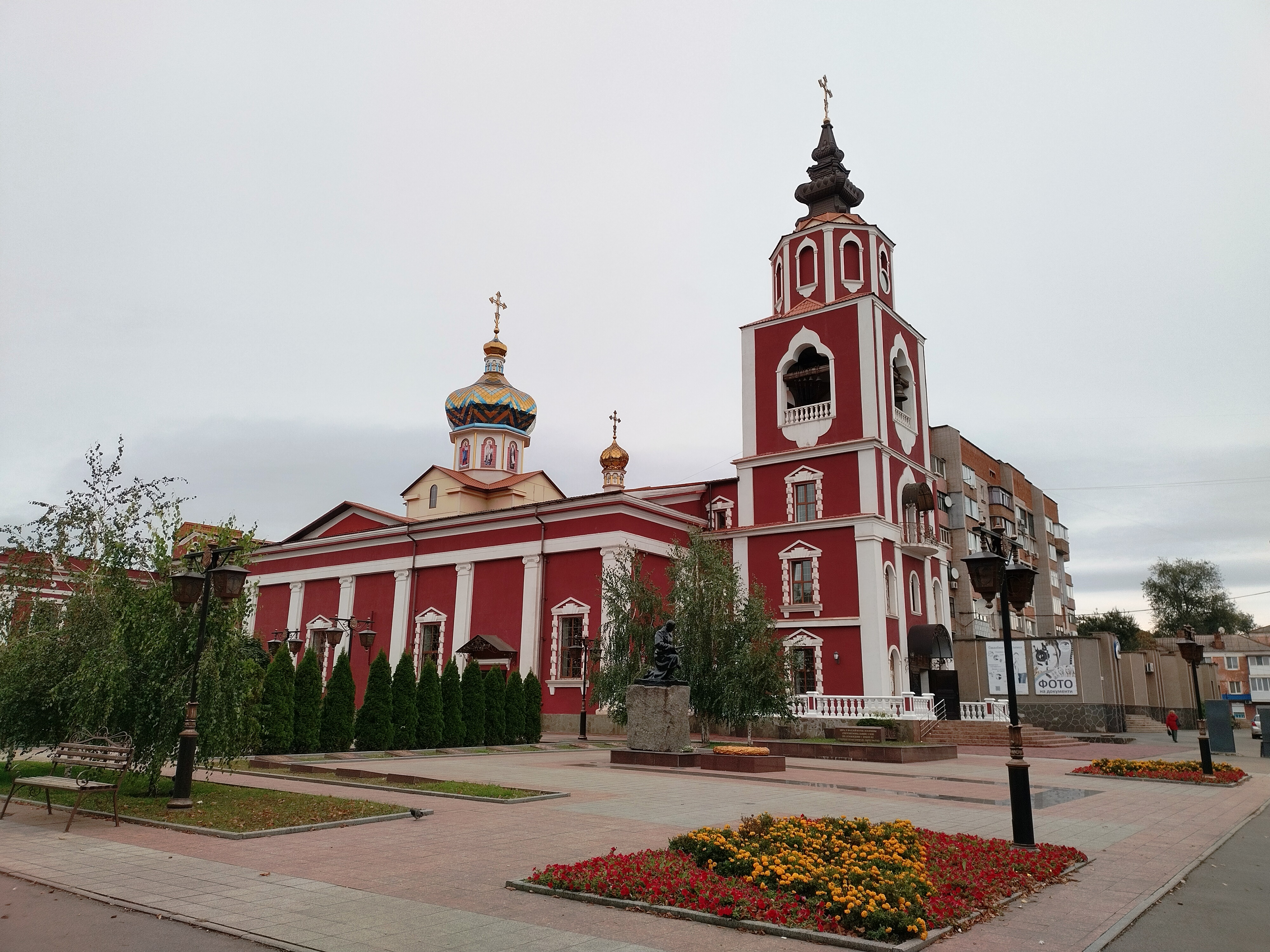
Свято-Миколаївський храм
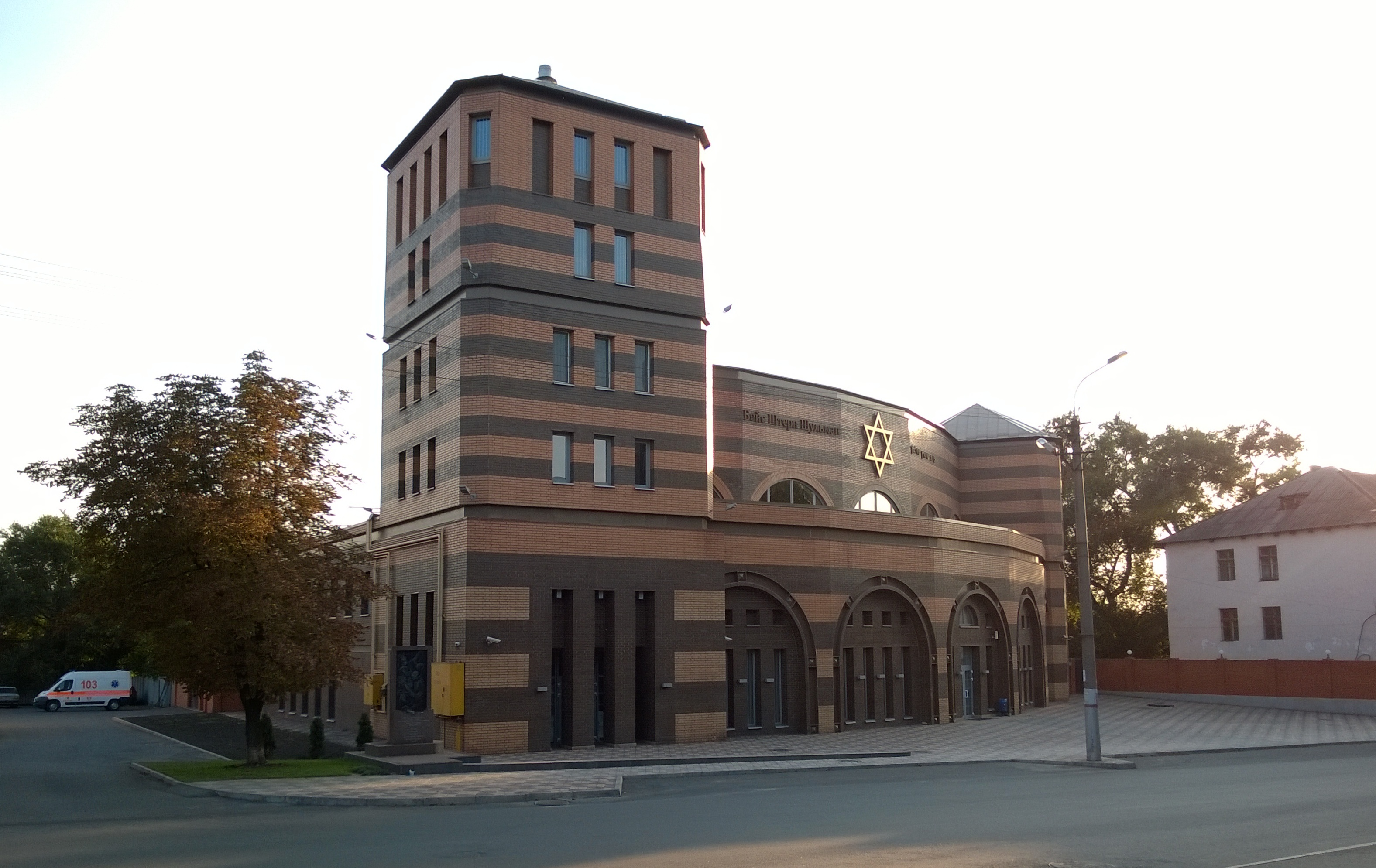
Синагога Бейс Штерн Шульман (збудована у 2010)
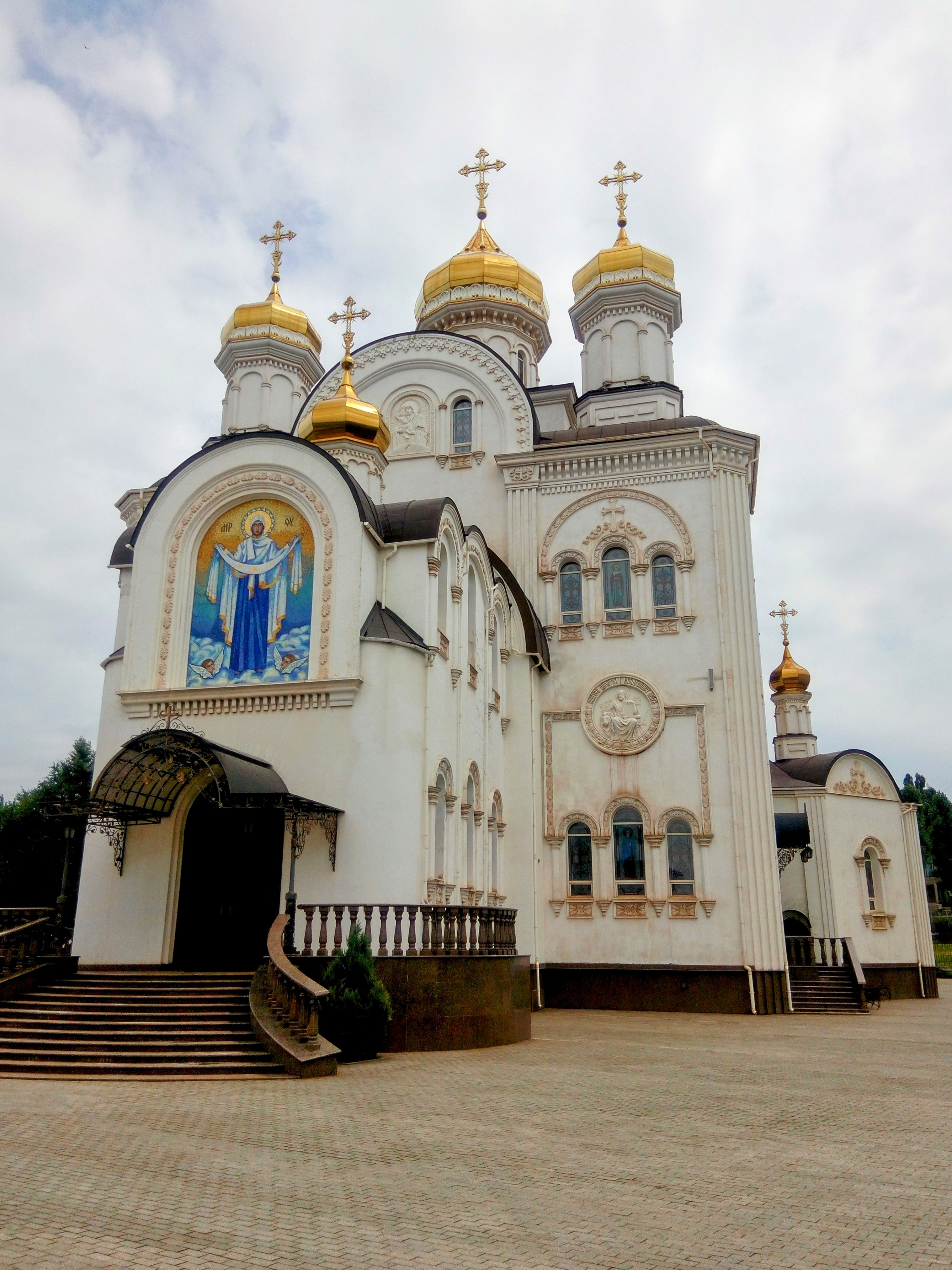
Храм Покрови Пресвятої Богородиці (УПЦ МП)
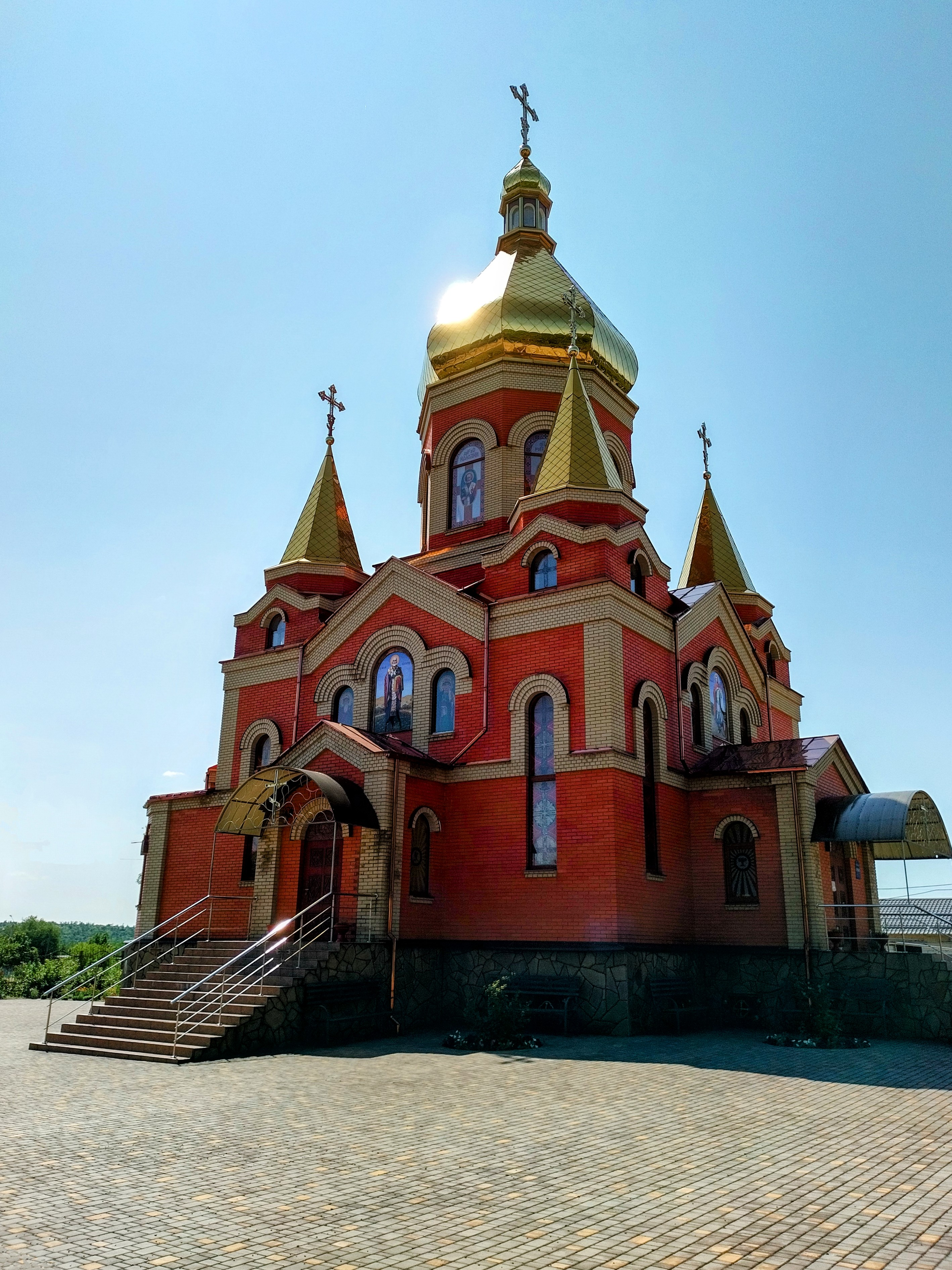
Свято-Георгіївський храм (Всебратське-2)